# Reedsville (Wisconsin)
Reedsville és una població dels Estats Units a l'estat de Wisconsin. Segons el cens del 2000 tenia 1.187 habitants.

## Demografia
Segons el cens del 2000, Reedsville tenia 1.187 habitants, 471 habitatges, i 322 famílies. La densitat de població era de 482,4 habitants per km².
Dels 471 habitatges en un 31% hi vivien nens de menys de 18 anys, en un 56,5% hi vivien parelles casades, en un 8,3% dones solteres, i en un 31,6% no eren unitats familiars. En el 28% dels habitatges hi vivien persones soles el 12,5% de les quals corresponia a persones de 65 anys o més que vivien soles. El nombre mitjà de persones vivint en cada habitatge era de 2,5 i el nombre mitjà de persones que vivien en cada família era de 3,07.
Per edats la població es repartia de la següent manera: un 24,2% tenia menys de 18 anys, un 9,6% entre 18 i 24, un 27,8% entre 25 i 44, un 22,4% de 45 a 60 i un 16% 65 anys o més.
L'edat mediana era de 37 anys. Per cada 100 dones de 18 o més anys hi havia 95,7 homes.
La renda mediana per habitatge era de 41.300 $ i la renda mediana per família de 48.864 $. Els homes tenien una renda mediana de 33.304 $ mentre que les dones 24.135 $. La renda per capita de la població era de 19.762 $. Aproximadament el 2,1% de les famílies i el 3,1% de la població estaven per davall del llindar de pobresa.

## Poblacions més properes
El següent diagrama mostra les poblacions més properes.